# Чмерковский, Максим Александрович
Максим Александрович Чмерковский (укр. Максим Олександрович Чмерковський; англ. Maksim Aleksandrovich Chmerkovskiy; род. 17 января 1980, Одесса) — украино-американский чемпион мира по латинским танцам, хореограф. Участвовал в американском телевизионном шоу «Dancing With The Stars» («Танцы со звёздами») и украинском реалити-шоу «Холостяк». С 2011 года по 2012 (3 сезона) вел украинское шоу «Куб». С 2021 года член жюри проекта «Танцы со звёздами».

## Биография
Родился 17 января 1980 года, в Одессе, в семье Александра и Ларисы Чмерковских. Начал танцевать в возрасте четырех лет. Его младший брат, Валентин Чмерковский, также танцор. В 1994 году Чмерковские иммигрировали в США. Его родители постоянно сталкивались с финансовыми и языковыми барьерами. Во время катания на санках Чмерковский сломал ногу, но стал профессиональным танцором и хореографом.
Чмерковскому принадлежат четыре танцевальные студии в районе Нью-Йорка, одним из которых является «Rising Stars Dance Academy» (RSDA). Остальные три студии танца расположены в Риджфилд (штат Нью-Джерси) и Глен Хед (штат Нью-Йорк), а также в районе Сохо на Манхэттене.
Один из создателей и руководителей «Dance Team USA», некоммерческой образовательной и благотворительной организации, занимающейся вербовкой, поддержкой и подготовкой будущих участников танцевального спорта.

### Личная жизнь
С 2012 года состоит в отношениях с Петой Маргатройд. 4 января 2017 года у пары родился сын Шэй Александер Чмерковский (англ. Shai Aleksander Chmerkovskiy). 8 июля 2017 года Чмерковский и Маргатройд вступили в брак. 18 июня 2023 года родился второй сын. 12 июля 2024 года родился их третий сын - Милан.

### Танцы со звёздами
- Сезон 2: с Тиа Каррере — 6 место
- Сезон 3: с Уилла Форд — 7 место
- Сезон 4: с Лайлой Али — 3 место
- Сезон 5: с Мелани Браун — 2 место
- Сезон 7: с Мисти Мэй-Тринор — 10 место
- Сезон 8: с Дениз Ричардс — 12 место
- Сезон 9: с Дебби Мазар — 12 место
- Сезон 10: с Эрин Эндрюс — 3 место
- Сезон 11: с Брэнди Норвуд — 4 место
- Сезон 12: с Кёрсти Элли — 2 место
- Сезон 13: с Хоуп Соло — 4 место
- Сезон 14: с Мелисса Гилберт — 5 место
- Сезон 15: с Кёрсти Элли — 7 место
- Сезон 18: с Мэрил Дэвис — 1 место

### Титулы
- 2005 — Yankee Classic Professional Latin Champion
- 2005 — Blackpool Dance Festival Semi-Finalist
- 2004 — Manhattan Dancesport Professional Latin Champion
- 2004 — Nevada Star Ball Champion
- 2004 — World Masters Finalist
- 2004 — Moscow Kremlin Cup Finalist
- 2004 — Philadelphia Dancesport Festival Champion
- 2003 — All England Champion
- 2003 — Ohio Star Ball Latin Champion
- 2003 — La Classique du Quebec Champion

## Фильмография
Появлялся в качестве актёра: в эпизоде сериала «Светлана» (2010), в эпизоде сериала «Бывшие» (2012), в трех эпизодах мыльной оперы «Главный госпиталь» (2013), сыграв роль Антона Иванова, который танцует с персонажем актрисы Келли Монако во время бала медсестёр, в эпизоде сериала «Более полный дом» (2016). Так же в 1 сезоне 3 серии культового сериала «Почему женщины убивают» в начале эпизода Максим исполнял жгучее танго.
В 2020 году принял участие в американском танцевальном телешоу «Танцор в маске» на телеканале Fox в маске Ленивца и занял второе место.